# سوزان روف
سوزان روف (زاده ۲۰ اکتبر ۱۹۵۸) معمار و محقق بریتانیایی و استاد مهندسی معماری در دانشگاه هریوت وات در ادینبورگ از سال ۲۰۰۵ است. وی بیشتر به خاطر کارش در "سازگاری ساختمانها و شهرها با تغییر اقلیم" شهرت دارد.  
روف در مالزی متولد شد و اولین مدرک خود را در رشته معماری در سال ۱۹۷۵ در دانشگاه منچستر بدست آورد و پس از آن دیپلم معماری خود را در انجمن معماری در لندن در سال ۱۹۷۸ دریافت کرد. وی در سال ۱۹۸۹ دکترای خود را در دانشگاه آکسفورد بروکس با رساله ای در مورد بادگیرهای یزد در ایران گرفت.  وی همچنین به عنوان استاد میهمان در دانشگاه آزاد انگلستان و دانشگاه ایالتی آریزونا حضور دارد .